# ميخائيل إيفانز (ملاكم)
ميخائيل إيفانز (بالإنجليزية: Michael Evans) (22 يوليو 1977 - ) هو ملاكم أمريكي.